# Aleksandr Puštov
Aleksandr Puštov, né le 9 mars 1964 à Kaliningrad en Russie, est un footballeur international estonien, devenu entraîneur à l'issue de sa carrière, qui évoluait au poste d'attaquant.

## Biographie

### Carrière internationale
Aleksandr Puštov compte dix sélections et un but avec l'équipe d'Estonie entre 1992 et 1993. 
Il est convoqué pour la première fois par le sélectionneur national Uno Piir pour un match amical contre la Slovénie le 3 juin 1992, où il marque son seul but en sélection durant cette rencontre (1-1). Il reçoit sa dernière sélection le 10 novembre 1993 contre le Portugal (défaite 3-0).

## Palmarès

### En tant que joueur
- Avec le Norma Tallinn
  - Vainqueur de la Coupe d'Estonie en 1994

- Avec le Tallinna Sadam
  - Vainqueur de la Coupe d'Estonie en 1996

- Avec le Levadia Maardu
  - Champion d'Estonie de D2 en 1998

### En tant qu'entraîneur
- Avec l'Infonet Tallinn
  - Champion d'Estonie de D2 en 2012
  - Champion d'Estonie en 2016
  - Coupe d'Estonie en 2017